# Vorkuta

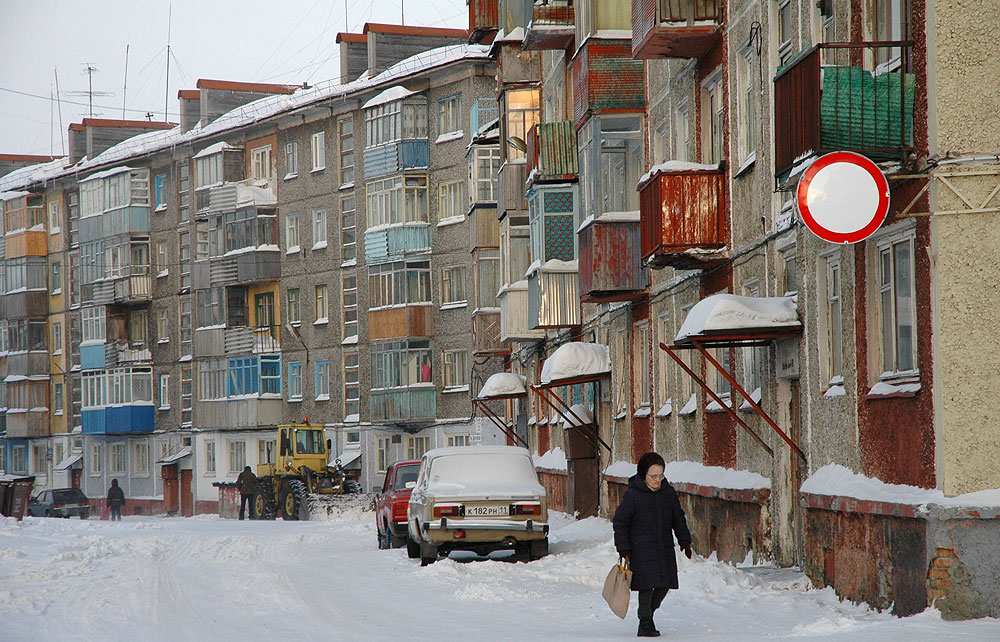
Typiskt bostadsområde i Vorkuta, vintern 2007.

Vorkuta (ryska: Воркута́, komi: Вӧркута, Vörkuta) är en kolgruvestad i Komirepubliken vid Uralbergen i Ryssland. Den ligger cirka 100 km norr om polcirkeln i kolgruveområdet Petjora och folkmängden uppgår till cirka 60 000 invånare. Staden är ökänd som ett av de värre koncentrationsläger som tillhörde Gulag och grundades 1932. Det var i Vorkuta som Stalinistregimen utförde avrättningarna och utrensningen av oppositionella som var trogna Lev Trotskij.
1941 blev staden och arbetslägret sammanbundna med Konosja och Kotlas, samt lägren vid Inta, via en järnväg. Flyg till och från Vorkuta som blev stad den 26 november 1943 finns också. Vägar till övriga delar av Ryssland saknas. Det var den största samlingen av Gulagläger i den europeiska delen av Sovjet och var administrativt centrum för ett större antal läger och underläger, bland annat Kotlas, Petjora, och Izjma (nuvarande Sosnogorsk). 1953 bröt ett större uppror ut bland lägrets fångar, det så kallade Vorkutaupproret. Precis som andra lägeruppror (som till exempel Kengirupproret) slogs det våldsamt ner av Röda armén och NKVD.  1952 fanns ett sammanhängande system av 43 kolschakt som levererade 10% av Sovjetunionens kolbehov. Dessa drevs av omkring 300000 lägerfångar vilka hade en livslängd på 2-4 år. Senare under 1950-talet övergavs många av dessa Gulagläger. Enligt uppgifter fortsatte vissa läger i Vorkutaområdet sin aktivitet ända in på 1980-talet.
Sedan början av 2000-talet har många gruvor stängts på grund av de höga driftkostnaderna. Vorkuta har upplevt strejker bland arbetare som inte blivit betalda på över ett år.
Det finns en flygplats, Vorkuta flygplats, och under kalla kriget var detta bas för den ryska arktiska kontrollgruppen (OGA) och strategiska bombflyg stationerade vid Vorkuta Sovetskij.

## Stadens administrativa område
Staden Vorkuta hade 60 368 invånare i början av 2015. Staden administrerar även ett antal orter och viss del landsbygd som ligger utanför själva centralorten.
| Stad/Ort           | Invånarantal 9 oktober 2002 | Invånarantal 14 oktober 2010 | Invånarantal 1 januari 2015 |
| ------------------ | --------------------------- | ---------------------------- | --------------------------- |
| Vorkuta            | 84 917                      | 70 548                       | 60 368                      |
| Jeletskij          | 780                         | 631                          | 563                         |
| Komsomolskij       | 4 046                       | 1 047                        | 751                         |
| Mulda              | 183                         | 0                            | 0                           |
| Oktiabrskij        | 660                         | 0                            | 0                           |
| Promysjlennyj      | 1 170                       | 0                            | 0                           |
| Severnyj           | 12 028                      | 9 023                        | 8 535                       |
| Sovetskij          | 2 540                       | Ingen uppgift                | Ingen uppgift               |
| Tsementnozavodskij | 2 246                       | Ingen uppgift                | Ingen uppgift               |
| Vorgasjor          | 19 100                      | 12 044                       | 10 666                      |
| Zapoljarnyj        | 4 708                       | 1 948                        | 1 598                       |
| Landsbygd          | 1 794                       | 613                          | 472                         |
| TOTALT             | 134 172                     | 95 854                       | 82 953                      |

Sovetskij och Tsementnozavodskij har sannolikt slagits ihop med någon eller några av de andra orterna efter 2002. Mulda, Oktiabrskij och Promysjlennyj räknas fortfarande som orter men är helt avfolkade enligt de senaste redovisningarna.